# Ernst Zimmermann (Richter)

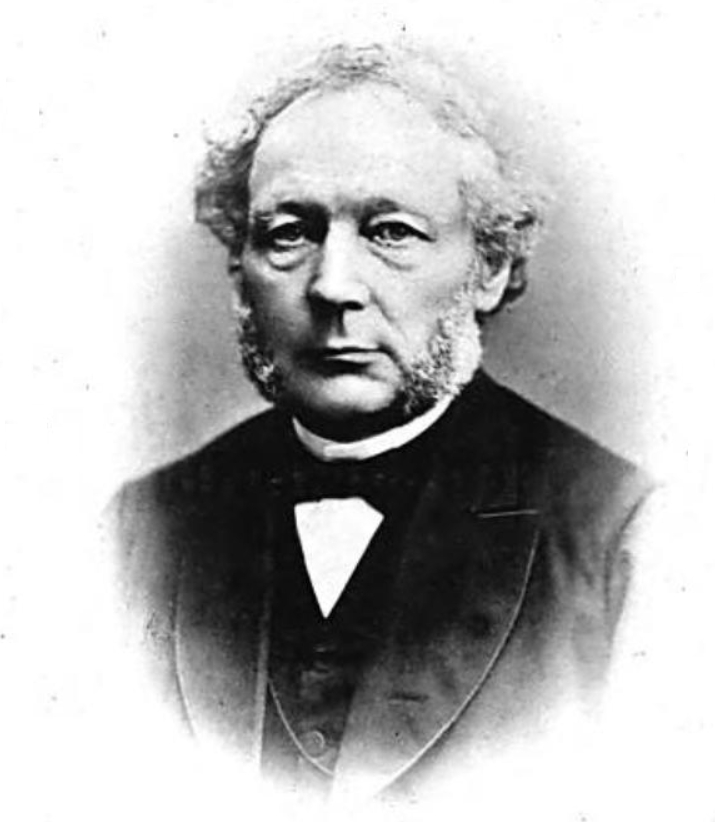
Ernst Zimmermann

Ernst Zimmermann (* 31. Januar 1812 in Rüsselsheim; † 7. Mai 1877 in Lübeck) war ein deutscher Rechtswissenschaftler und Instanzrichter des 19. Jahrhunderts.

## Leben und Wirken
Zimmermann war der Sohn des Weinhändlers Friedrich Zimmerman und wuchs in Frankfurt am Main und Marburg an der Lahn auf, wo er 1829 sein Studium der Rechtswissenschaften aufnahm und Mitglied einer Burschenschaft wurde. 1832 wechselte er an die Universität Heidelberg. Er war Teilnehmer des Hambacher Festes und wurde im Zusammenhang mit dem Frankfurter Wachensturm in obrigkeitliche Untersuchungen verstrickt, die jedoch zu keiner Belastung führten, ihn jedoch hinsichtlich seiner späteren Berufslaufbahn behinderten. Er wurde in Hessen zunächst nicht zum Staatsexamen zugelassen und konnte seine Examina in Marburg und Kassel nur nach Überwindung erheblicher bürokratischer Hürden ablegen. 1834 wurde er Referendar in Marburg und bestand 1838 sein Assessorexamen. Er wurde zunächst Aktuar im Justizamt Neukirchen im Januar 1839 Gerichtsassessor beim Obergericht Marburg, ab April 1839 beim Obergericht für die Provinz Hanau. 1846 wurde er als Justizrat Staatsanwalt in Zivilsachen für die Provinz Oberhessen. 1848 wurde er Obergerichtsrat beim Obergericht Marburg. Die Restaurationspolitik des Ministeriums Hassenpflug veranlasste ihn 1850 seinen Abschied zu erbitten, der auch gewährt wurde. Zimmermann promovierte 1851 und habilitierte sich als Privatdozent an der Universität Marburg und wandte sich der Wissenschaft zu. 1852 erhielt er einen Ruf an die Universität Basel als Nachfolger Bernhard Windscheids und nahm ihn an. 1853 wurde er auf den Wahlvorschlag der Hansestadt Bremen zum Gerichtsrat am Oberappellationsgericht der vier Freien Städte in Lübeck als Nachfolger des verstorbenen Georg August Wilhelm du Roi bestellt und behielt diese Stelle bis zu seinem Ausscheiden aus dem Berufsleben bei.
Der hessische Finanzminister Carl Wilhelm Zimmermann war sein Großvater. Der Lübecker Bürgermeister Ernst Christian Johannes Schön war sein Schwiegersohn.

## Schriften
- Der Glaubenseid. Elwert, 1863